# آشا محرابی
آشا محرابی (زادهٔ ۳۱ مرداد ۱۳۵۲) صدا پیشه و بازیگر سینما، تئاتر و تلویزیون اهل ایران است. 

## زندگی‌ و تحصیلات
آشا محرابی، در ۳۱ مرداد ۱۳۵۲ در تهران زاده شد. او فرزند اسماعیل محرابی بازیگر سینما و تلویزیون است.مادر آشا اهل رشت استان گیلان می‌باشد، وی فارغ‌التحصیل دوره کارشناسی در رشته مترجمی زبان انگلیسی و دوره کارشناسی ارشد در رشتهٔ روابط بین‌الملل از دانشگاه آزاد اسلامی واحد تهران مرکز است.

## زندگی هنری
محرابی فارغ‌التحصیل بازیگری و کارگردانی از کانون هنری حمید سمندریان است و فارغ‌التحصیل فیلم‌سازی از "سینمای جوان" نیز می‌باشد. او دورهٔ فیلمنامه‌نویسی کلاس‌های ناصر تقوایی را گذارده است. وی بازیگری را در سال ۱۳۶۴ در حالی که تنها ۱۲ سال داشت با بازی در سریال آئینه آغاز کرد و سپس در سال ۱۳۷۴، با قبولی در آزمون اداره کل نمایش پا به عرصه نمایشهای رادیویی گذاشت و هنوز هم به عنوان بازیگر، کارگردان و نویسنده با اداره کل نمایش همکاری دارد. وی پس از ورود به رادیو، کار در صحنهٔ تئاتر را در سال ۱۳۷۷ با بازی در نمایش دایره گچی قفقازی به کارگردانی حمید سمندریان در تالار اصلی تئاتر شهر آغاز کرد. بعدها در کسوت بازیگر، نویسنده و کارگردان کار در این حیطه هنری را ادامه داد و در نمایش‌هایی مثل «خسیس»، «خانهٔ برنارد آلبا»، «سه خواهر»، «زیرگذر سقاخانه»، «اتوبان»، «من حرفی ندارم دنبالشو نگیر» و … به ایفای هنر پرداخت. او در حال حاضر، عضو انجمن بازیگران و کارگردانان خانهٔ تئاتر ایران است. وی همچنین از سال ۱۳۸۰ فعالیت در عرصه دوبلاژ را آغاز کرد.

## زندگی شخصی
آشا محرابی در خانواده‌ای هنری به دنیا آمد. پدرش اسماعیل محرابی، بازیگر شناخته‌شده سینما و تلویزیون، و مادرش فاطمه سید مدلل، از اهالی هنر بود. او در چنین محیطی رشد کرد و از همان کودکی با هنر آشنا شد.آشا در مصاحبه با برنامه تلوزیونی برمودا در شبکه نسیم اعلام کرد که ازدواج کرده است. آشا در دانشگاه آزاد اسلامی واحد تهران مرکز در رشته مترجمی زبان انگلیسی و روابط بین‌الملل تحصیل کرد، ولی به جای دنبال کردن مسیر تحصیلی‌اش در این رشته، به دنیای هنر و بازیگری وارد شد.
زندگی شخصی آشا محرابی تا حدودی از چشم رسانه‌ها دور است. اومتأهل است و در مصاحبه‌ها همواره سعی کرده از جزئیات زندگی خصوصی‌اش محافظت کند. به‌طور خاص، اطلاعات کمی از همسرش در دسترس است و او هیچ‌گاه به طور علنی درباره مسائل خصوصی خود صحبت نکرده است. این موضوع باعث شده که طرفدارانش بیشتر به دنبال اخبار و اطلاعات جدیدی در مورد زندگی شخصی او باشند.
آشا در دوران نوجوانی با مشکلات خانوادگی روبرو شد. پدرش خانواده را ترک کرد و او مجبور شد با مادرش زندگی کند. این موضوع برای آشا در دوران رشد بسیار چالش‌برانگیز بود و از همین رو همیشه در مصاحبه‌ها بر اهمیت نقش مادرش در زندگی‌اش تأکید کرده است. او از مادری که در سخت‌ترین شرایط او را بزرگ کرد و همواره از حمایت‌های بی‌پایان او بهره برده، یاد می‌کند.
در یکی از مصاحبه‌هایش، آشا اشاره کرد که دوران کودکی‌اش چندان ساده و بدون دغدغه نبوده و به نوعی با غم‌های زیادی همراه بود. او همیشه در تلاش بوده که با پشتکار و انگیزه بالا از موانع عبور کند. بعد از ترک پدر، آشا هیچ‌گاه احساس کمبود نداشت، چون مادرش برای او مانند یک ستون محکم بود که هیچ وقت او را تنها نمی‌گذاشت.
در سال‌های اخیر، برخی شایعات در مورد بیماری آشا محرابی منتشر شد که باعث نگرانی طرفدارانش شد. اخبار غیررسمی درباره بستری شدن او در بیمارستان و حتی خودکشی‌اش در رسانه‌ها مطرح شد. اما آشا به سرعت این شایعات را تکذیب کرد و اعلام کرد که به دلیل کسالت در بیمارستان بستری بوده و هیچ‌چیز به آن اندازه که گفته می‌شود جدی نبوده است.
در نهایت، آشا همچنان با قوی‌ترین اراده به کار خود ادامه داده است. او امروز به عنوان یکی از چهره‌های مطرح در دنیای بازیگری شناخته می‌شود و موفقیت‌های زیادی در این حوزه به دست آورده است. زندگی شخصی‌اش به گونه‌ای است که همواره می‌کوشد تا حریم خصوصی‌اش را حفظ کند، اما با این حال همیشه در دل مردم جایی خاص دارد.

## آثار

### تئاتر

#### بازیگر
- دایره گچی قفقازی (حمید سمندریان) تهران، تئاتر شهر، تالار اصلی؛ ۱۳۷۷
- خسیس (ابوالفضل پورعرب) تهران، تالار وحدت؛ ۱۳۷۹ – تهران، تئاتر شهر، تالار اصلی؛ ۱۳۸۱
- خانه برناردا آلبا (روبرتو چولی) تهران، تئاتر شهر، تالار اصلی؛ ۱۳۸۰
- رؤیای نیمه‌شب تابستان (دکتر حکاک) تهران، تالار آزادی؛ ۱۳۸۲
- سه خواهر (اکبر زنجانپور) تهران، تئاتر شهر، تالار اصلی؛ ۱۳۸۳
- اعترافاتی دربارهٔ زنان (رضا حامدی‌خواه) تهران، تئاتر شهر، سالن شماره ۲؛۱۳۸۳
- رومئو و ژولیت (حسین فرخی) تهران، تئاتر شهر، تالار نو؛ ۱۳۸۴
- ملودی شهر بارانی (هادی مرزبان) رشت، سالن میرزا کوچک‌خان؛ ۱۳۸۵
- پرتره (محمدرضا خاکی) تهران، تئاترشهر، تالار چهارسو؛ ۱۳۸۵
- زیرگذر سقاخانه (هادی مرزبان) تهران، تالار وحدت؛ ۱۳۸۵
- منظومه مور بی‌ملکه (ناصح کامگاری) تهران، تئاتر شهر، تالار قشقایی؛ ۱۳۸۵
- عشقه (محمد رحمانیان) تهران، تئاترشهر، تالار چهارسو؛ ۱۳۸۶
- تمام صبح‌های زمین (حسین مسافر آستانه) تهران، تالار ایرانشهر، شماره ۱؛۱۳۸۸
- شهر شطرنجی (رضا حامدیخواه) تهران، تئاتر شهر، تالار قشقایی؛ ۱۳۸۸
- شبی که راشل از خانه رفت (پریسا مقتدی) تهران، تالار مولوی، سالن اصلی؛ ۱۳۸۹
- آنتراکت بی آنتراکت (پریسا مقتدی) سالن تئاتر شهر؛ ۱۳۹۳
- ملو داستان (نیما جوادی) اصفهان هنرسرای خورشید؛ ۱۳۹۴

#### کارگردان
- الدوز همدان، جشنواره امید؛ ۱۳۷۹
- خاله ایران تهران، تالار مولوی؛ ۱۳۸۷
- من حرفی ندارم، دنبالشو نگیر تهران، تئاتر شهر، تالار سایه؛ ۱۳۸۸

نمایش بچه‌های تک استریت کارلو، تهران، تالار هنر ۱۴۰۱
نمایش اتوبان، تهران، تئاتر شهر ۱۳۸۹

### فیلم‌های سینمایی
- آشوب (۱۴۰۰)
- جنون (۱۳۹۶)
- عشق و خیانت (۱۳۹۶)
- دو لکه ابر (۱۳۹۴)
- ماهرخ  (۱۳۹۴)
- نیم (۱۳۹۴)
- جاده مه‌آلود (۱۳۹۳)
- به امید دیدار (۱۳۸۹)
- تهران من، حراج (۱۳۸۸)
- از رئیس‌جمهور پاداش نگیرید (۱۳۸۷)
- مردی که گیلاس‌هایش را خورد (۱۳۸۷)
- سینمایی گلوله آتشین (پائولا)

### فیلم‌های تلویزیونی
- حبیب
- فریدون مهربان است (۱۳۸۸)[۵][۶]
- پنجره‌ای رو به حیاط
- بن‌بست یلدا
- وارونگی
- پاشنه بلند
- موش گیر
- بچه نشو
- حدس بزن جه کسی برای عید می‌آید
- مرا بشناس
- فیروزه سیاه[۷]
- آلونک
- پلکان
- روز یلدا شب چله[۸]
- جت کات
- شاید زود شاید هرگز
- روز اردو
- کارت به کارت
- نیمه روشن
- هفت سین
- در دنیای من
- موچین
- زمان فرا خواهد رسید

### سریال‌ها
- آئینه (۱۳۶۴)
- توی گوش سالمم زمزمه کن (۱۳۸۵)
- مرگ تدریجی یک رؤیا (۱۳۸۶)
- مسافرخانه سعادت (۱۳۸۷)
- سرزمین مادری (۱۳۸۷)
- آشپزباشی (۱۳۸۸)[۹]
- ساختمان ۸۵ (۱۳۸۹)
- تاوان (۱۳۸۹)
- مهمانان ویژه (۱۳۹۰)
- خط (۱۳۹۲)
- همه‌چیز آنجاست (۱۳۹۳)
- آمین (۱۳۹۴)
- چرخ فلک (۱۳۹۵)
- هشت و نیم دقیقه (۱۳۹۵)
- آرام می‌گیریم (۱۳۹۵)
- برنا (۱۳۹۵)
- شرم (۱۳۹۹)
- بچه‌محل (۱۳۹۹)
- کلبه‌ای در مه (۱۴۰۰)
- فرشتگان بی‌بال (۱۴۰۰)
- مسافران شهر (۱۴۰۱)
- تازه‌وارد (۱۴۰۱)
- طعم طمع  (۱۴۰۱)
- روزی روزگاری برادر (۱۴۰۳)
- مهیار عیار (۱۴۰۳)
- قول مردونه (۱۴۰۴)
- ناریا (۱۴۰۴)

### شبکه نمایش خانگی
- ماهرخ
- ساعت صفر
- با ستاره بودن
- شام ایرانی
- قلب یخی (فصل اول) (۱۳۹۰)
- قلب یخی (فصل دوم) (۱۳۹۱)
- سریال موچین (۱۳۹۹)
- شب‌های مافیا (۱۴۰۰)
- نارگیل (۱۴۰۰) - در نقش وروره
- ارتش سری (۱۴۰۱)
- ناتو (۱۴۰۲)
- ضد (۱۴۰۲)
- تی‌ان‌تی (۱۴۰۲)
- شب‌های مافیا:زودیاک (۱۴۰۲)
- گناه فرشته (۱۴۰۲)
- دیو و ماه‌پیشونی ۲ (۱۴۰۳)

### نمایشنامه‌خوانی و رادیو

#### کارگردان
- مراسمی برای یک دوست
- دردسر عزیز
- یازده، نه، صفر، یک
- پچپچه‌های پشت خط نبرد
- خرابکار

### دوبله
- سریال جنایت‌های غیرحرفه‌ای (آنا)
- سریال آوای وحش (اِما)
- سریال مدیر کل (لیلا)
- سینمایی درست مثل بهشت- ریس ویترسپون (الیزابت)[۱۰]
- سینمایی آهسته و مخفیانه- پریتی زینتا (مدو بالا)
- سینمایی شیرین
- سینمایی اسپنسر- کریستن استوارت (دایانا)
- انیمیشن شاهزاده و گدا (پرنسس آنالیز)
- انیمیشن دوازده پرنسس رقصنده (پرنسس جنی)
- انیمیشن در جستجوی نمو (مادر نمو)
- انیمیشن دیو و دلبر (پرنسس بل)[۱۱]
- انیمیشن جیمی نوترون ۱ (مادر جیمی نوترون)
- انیمیشن ماشین‌ها ۳ (کروز رامیرز)
- انیمیشن روح
- انیمیشن شنگول منگول